# Coleophora cythisanthi
Coleophora cythisanthi is een vlinder uit de familie kokermotten (Coleophoridae). De wetenschappelijke naam is voor het eerst geldig gepubliceerd in 1978 door Baldizzone.
De soort komt voor in Europa.